# 黒執事II オリジナルサウンドトラック
『黒執事II オリジナルサウンドトラック』（くろしつじツー オリジナルサウンドトラック）は、テレビアニメ『黒執事II』のサウンドトラック。2010年12月22日にアニプレックスより発売された。

## 概要
『黒執事II』のBGMを収録されている全21曲のうちは岩崎琢が制作を担当。また、主題歌の『SHIVER』・『Bird』と『輝く空の静寂には』三曲のTVサイズ・バージョンを収録。全24曲。

## 曲目リスト
1. Cena d'amore [4:15]
2. 欲望の糸 [2:28]
3. The Butler Of Trancy's [2:48]
4. Critical Phase [2:34]
5. A Spider's Thread [2:45]
6. Little Lady 2 [2:24]
7. 極上の笑いを [2:24]
8. 使用人たるもの [2:38]
9. Peculiar Fellows [2:21]
10. A Watchdog's Investigation [2:00]
11. Tornado nero [3:30]
12. Fragile Mind [3:40]
13. 危機的フルコース [2:03]
14. Bloody Vow [2:48]
15. Cruelly Eyes [2:13]
16. 女王の蜘蛛 [2:52]
17. Triplets Devil [2:16]
18. Black Butlers [3:05]
19. Armonica [1:56]
20. 悪魔の剣を納める鞘 [3:48]
21. The Slightly Chipped Full Moon [3:42]
22. SHIVER（TV version） [1:30]
23. 輝く空の静寂には（TVサイズ） [1:29]
24. Bird（TVサイズ） [1:30]